# Romeo Crennel
Romeo Crennel (* 18. Juni 1947 in Lynchburg, Virginia) ist ein ehemaliger US-amerikanischer American-Football-Trainer. Er war viele Jahre als Assistenztrainer bei vielen verschiedenen Teams in der National Football League (NFL) und Universitäten sowie als Head Coach der Cleveland Browns, der Kansas City Chiefs und interimsmäßig der Houston Texans aktiv.

## Frühe Jahre
Crennel besuchte zunächst die Central High School in Amherst, Virginia, ehe er auf die Fort Knox High School auf dem Militärstützpunkt Fort Knox in Kentucky wechselte. Dort war er in der Football- und Leichtathletikmannschaft seiner Schule aktiv. In der Footballmannschaft wurde er primär als Defensive Lineman eingesetzt. In seinem letzten Jahr an der Schule wurde er zum MVP seines Teams gewählt. Nach seinem Highschoolabschluss wechselte er an die Western Kentucky University, um dort weiterhin Football zu spielen. Nachdem er in seinem ersten Jahr als Walk-on noch geredshirted worden war, erhielt er in seinem zweiten Jahr ein Stipendium. Von 1966 bis 1969 war er Stammspieler für seine Universität, zunächst als Defensive Lineman, später auch als Offensive Lineman. In dem Jahr wurde Crennel erneut zum MVP seines Teams gewählt. Nach seinem Universitätsabschluss hoffte Crennel beim NFL Draft 1970 ausgewählt zu werden. Nachdem ihm das versagt geblieben war, entschied er sich für eine Karriere als Trainer.

## Karriere als Trainer

### Frühe Assistenzjahre
Seine erste Station als Assistenztrainer war an seiner alten Universität, an der er 1970 Graduate Assistant wurde. 1971 wurde er Trainer der Defensive Line und blieb es bis 1975. In dieser Zeit gewann er mit seiner Universität viermal die Ohio Valley Conference. Daraufhin wechselte Crennel an die Texas Tech University, an der er von 1975 bis 1977 Defensive Assistant war. Dabei arbeitete er erstmals unter Bill Parcells, der damals an der Universität Defensive Coordinator war. Es folgten kurze Stationen an der University of Mississippi als Trainer der Defensive Backs und am Georgia Institute of Technology als Trainer der Offensive Line.

### Assistenzstationen in der NFL
1981 wurde Crennel erstmals Trainer in der NFL. Zunächst bekam er eine Stelle bei den New York Giants als Special Teams und Defensive Assistant Coach unter dem nun neuen Head Coach Bill Parcells. 1983 wurde er zum Trainer der Special Teams befördert, was er auch bis 1989 blieb, ehe er der Trainer der Defensive Line wurde. Diese Position hatte er unter Defensive Coordinator Bill Belichick inne. In der Zeit bei den New York Giants konnte er mit dem Team Super Bowl XXI sowie Super Bowl XXV gewinnen. 1993 wechselte er mit Head Coach Bill Parcells zu den New England Patriots und blieb dort bis 1996 Trainer der Defensive Line, ehe er mit Parcells erneut das Team wechselte, diesmal zu den New York Jets. Nach der Saison 1999 erklärte Parcells sein vorläufiges Karriereende und Crennel wechselte zu den Cleveland Browns, wo er erstmals die Position des Defensive Coordinators innehatte. Nach nur einer Saison wurde er dort jedoch wieder entlassen, und so wurde er 2001 Defensive Coordinator bei den New England Patriots, wo Bill Belichick inzwischen Head Coach war. In den folgenden Jahren konnte er mit dem Team Super Bowl XXXVI, Super Bowl XXXVIII sowie Super Bowl XXXIX gewinnen. Außerdem wurde er zum NFL Assistant Coach of the Year gewählt.

### Cheftrainer der Cleveland Browns
Nach seiner überaus erfolgreichen Zeit bei den Patriots wurde Crennel zur Saison 2005 als neuer Head Coach der Cleveland Browns vorgestellt. Allerdings konnte er in den ersten Jahren dort nicht überzeugen. In seinem ersten Jahr standen 6 Siege 10 Niederlagen gegenüber, in seinem zweiten Jahr gar 4 Siege 12 Niederlagen. In der Saison 2007 konnten die Browns ihre Bilanz deutlich steigern und gewannen 10 ihrer Spiele, verpassten die Playoffs jedoch knapp. Nachdem er im folgenden Jahr erneut nur vier Spiele gewinnen konnte, wurde er als Cheftrainer der Browns entlassen.

### Trainer bei den Kansas City Chiefs
Nachdem Crennel in der Folge die Saison 2009 wegen einer Operation an der Hüfte ausgesetzt hatte, wurde er 2010 zum Defensive Coordinator der Kansas City Chiefs ernannt. Nachdem Cheftrainer Todd Haley jedoch drei Spieltage vor dem Ende der Saison 2011 vom Verein entlassen worden war, konnte Crennel als Interimstrainer das Team zu 2 Siegen aus den letzten drei Spielen führen. Daraufhin wurde er zur Saison 2012 als fester Head Coach der Chiefs vorgestellt. Er gewann in dem Jahr mit seinem Team aber erneut nur 2 von 16 Spielen und wurde nach nur einer Saison als Cheftrainer schon wieder entlassen.

### Trainer bei den Houston Texans
Zur Saison 2014 wechselte Crennel zu den Houston Texans und wurde dort Defensive Coordinator unter Bill O’Brien. In den folgenden drei Jahren formte er die Defense der Texans um Superstar J. J. Watt zur besten Defense der Liga in der Saison 2016. Daraufhin wurde Crennel von O’Brien auch zum Assistenz-Cheftrainer befördert, eine Position, die er in den folgenden Jahren teilweise parallel zum Job als Defensive Coordinator ausübte. In den Jahren unter O’Brien konnten die Texans insgesamt viermal die AFC South gewinnen und somit die Playoffs erreichen. Nachdem in der Saison 2020 aber die vier ersten Saisonspiele verloren worden waren, wurde O’Brien als Cheftrainer der Texans entlassen. Infolgedessen übernahm Crennel die Mannschaft interimsmäßig bis zum Saisonende und gewann mit ihnen 4 Spiele, dem standen allerdings auch 8 Niederlagen gegenüber. Dennoch war Crennel der erste afro-amerikanische Cheftrainer in der Geschichte der Texans und der älteste Cheftrainer in der Geschichte der NFL. Zur Saison 2021 blieb er allerdings nicht Head Coach; mit David Culley wurde ein neuer Cheftrainer verpflichtet. Crennel blieb in dessen Trainerstab als Senior Advisor for Football Performance.
Im Juni 2022 gab Crennel sein Karriereende bekannt.

## Karrierestatistiken als Head Coach
| Team                               | Saison           | Regular Season | Regular Season | Regular Season | Regular Season | Regular Season      | Postseason | Postseason  | Postseason | Postseason |
| Team                               | Saison           | Siege          | Niederlagen    | Unentschieden  | Siege %        | Platzierung         | Siege      | Niederlagen | Siege %    | Ergebnis   |
| ---------------------------------- | ---------------- | -------------- | -------------- | -------------- | -------------- | ------------------- | ---------- | ----------- | ---------- | ---------- |
| Browns                             | 2005             | 6              | 10             | 0              | 37,5 %         | 3. in der AFC North | —          | —           | —          | —          |
| Browns                             | 2006             | 4              | 12             | 0              | 25,0 %         | 4. in der AFC North | —          | —           | —          | —          |
| Browns                             | 2007             | 10             | 6              | 0              | 62,5 %         | 2. in der AFC North | —          | —           | —          | —          |
| Browns                             | 2008             | 4              | 12             | 0              | 25,0 %         | 4. in der AFC North | —          | —           | —          | —          |
| Browns gesamt                      | Browns gesamt    | 24             | 40             | 0              | 37,5 %         |                     | 0          | 0           | 0,0 %      |            |
| Chiefs*                            | 2011             | 2              | 1              | 0              | 66,7 %         | 4. in der AFC West  | —          | —           | —          | —          |
| Chiefs                             | 2012             | 2              | 14             | 0              | 12,5 %         | 4. in der AFC West  | —          | —           | —          | —          |
| Chiefs gesamt                      | Chiefs gesamt    | 4              | 15             | 0              | 21,1 %         |                     | 0          | 0           | 0,0 %      |            |
| Texans*                            | 2020             | 4              | 8              | 0              | 33,3 %         | 3. in der AFC South | —          | —           | —          | –          |
| Texans gesamt                      | Texans gesamt    | 4              | 8              | 0              | 33,3 %         |                     | 0          | 0           | 0,0 %      |            |
| Gesamte Karriere                   | Gesamte Karriere | 32             | 63             | 0              | 33,7 %         |                     | 0          | 0           | 0,0 %      |            |
| Quelle: pro-football-reference.com |                  |                |                |                |                |                     |            |             |            |            |

* – Interimstrainer